# 後溝蜘蛛介
後溝蜘蛛介（学名：Copytus posterosulcus）为荊花介科蜘蛛介屬下的一个种。